# Pakistan ai Giochi della XXIX Olimpiade
Il Pakistan ha partecipato ai Giochi della XXIX Olimpiade di Pechino, svoltisi dall'8 al 24 agosto 2008, con una delegazione di 21 atleti.

## Atletica leggera
| Gara                    | Atleta         | Batterie | Batterie | Quarti | Quarti | Semifinali | Semifinali | Finale | Finale |
| Gara                    | Atleta         | Tempo    | Pos.     | Tempo  | Pos.   | Tempo      | Pos.       | Tempo  | Pos.   |
| ----------------------- | -------------- | -------- | -------- | ------ | ------ | ---------- | ---------- | ------ | ------ |
| 110 m ostacoli maschili | Abdul Rashid   | 14"53    | 8        |        |        |            |            |        |        |
| 100 m femminili         | Sadaf Siddiqui | 12"41    | 7        |        |        |            |            |        |        |

## Hockey su prato

### Torneo maschile
La nazionale pakistana si è qualificata per i Giochi ottenendo il terzo posto nel torneo dei Giochi asiatici del 2006.

#### Squadra
La squadra era formata da:
- Salman Akbar (portiere)
- Zeeshan Ashraf (capitano)
- Mohammad Imran (vice-capitano)
- Mohammad Javed
- Mohammad Saqlain
- Adnan Maqsood
- Mohammad Waqas Sharif
- Waqas Akbar
- Shakeel Abbasi
- Rehan Butt
- Syed Abbas Haider Bilgrami
- Nasir Ahmed (portiere)
- Syed Imran Ali Warsi
- Mohammad Asif Rana
- Mohammad Zubair
- Shafqat Rasool

#### Prima fase
| Data      | Ora locale | Partita     | Partita | Partita       |
| --------- | ---------- | ----------- | ------- | ------------- |
| 11 agosto | 10.30      | Pakistan    | 2-4     | Gran Bretagna |
| 13 agosto | 18.00      | Canada      | 1-3     | Pakistan      |
| 15 agosto | 18.30      | Pakistan    | 1-3     | Australia     |
| 17 agosto | 18.00      | Pakistan    | 3-1     | Sudafrica     |
| 19 agosto | 08.30      | Paesi Bassi | 4-2     | Pakistan      |

| Squadra       | P.ti | G | V | P | S | GF | GS | DR  |
| ------------- | ---- | - | - | - | - | -- | -- | --- |
| Paesi Bassi   | 13   | 5 | 4 | 1 | 0 | 16 | 6  | +10 |
| Australia     | 11   | 5 | 3 | 2 | 0 | 24 | 7  | +17 |
| Gran Bretagna | 8    | 5 | 2 | 2 | 1 | 10 | 7  | +3  |
| Pakistan      | 6    | 5 | 2 | 0 | 3 | 11 | 13 | -2  |
| Canada        | 4    | 5 | 1 | 1 | 3 | 10 | 17 | −7  |
| Sudafrica     | 0    | 5 | 0 | 0 | 5 | 4  | 25 | −21 |

#### Seconda fase
Finale 7º-8º posto
| Arbitro: | Kim Hong Lae (KOR), Gary Simmonds (RSA) |

|                                        |           |                       |
| Child 25' Shaw 38' Brooks 42' Shaw 52' | Marcatori | 45' Bilgrami 55' Butt |

## Nuoto
| Gara                        | Atleta     | Batterie | Batterie | Semifinali | Semifinali | Finale | Finale |
| Gara                        | Atleta     | Tempo    | Pos.     | Tempo      | Pos.       | Tempo  | Pos.   |
| --------------------------- | ---------- | -------- | -------- | ---------- | ---------- | ------ | ------ |
| 50 m stile libero maschili  | Adil Baig  | 25"66    | 74       |            |            |        |        |
| 50 m stile libero femminili | Kiran Khan | 29"84    | 69       |            |            |        |        |

## Tiro
| Gara                         | Atleta      | Qualificazioni | Qualificazioni | Finale    | Finale       | Finale |
| Gara                         | Atleta      | Punteggio      | Pos.           | Punteggio | Punt. totale | Pos.   |
| ---------------------------- | ----------- | -------------- | -------------- | --------- | ------------ | ------ |
| Carabina 10 m aria compressa | Siddiq Umar | 578            | 48             |           |              |        |
| Carabina 50 m tre posizioni  | Siddiq Umar | 1116           | 49             |           |              |        |